# Quyền Văn Minh
Quyền Văn Minh (sinh ngày 11 tháng 7 năm 1954) là một nhạc sĩ, nhạc công kèn saxophone người Việt Nam. Ông được coi là một trong những người đặt nền móng trong việc giảng dạy và sáng tác nhạc Jazz tại Việt Nam.

## Tiểu sử
Quyền Văn Minh sinh ra và lớn lên tại Hà Nội trong bối cảnh phong trào Nhân Văn Giai Phẩm và cải cách ruộng đất. Gia đình ông có truyền thống nghệ thuật. Cha ông là một nghệ sĩ guitar và saxophone không chuyên, còn mẹ là một ca sĩ giọng Alto. Anh trai ông là Quyền Văn Chương, nghệ sĩ guitar bass, còn em trai là Quyền Anh Tuấn, nghệ sĩ guitar.
Ông bắt đầu tiếp xúc với âm nhạc từ năm 13 tuổi và bắt đầu bằng cây đàn guitar. Về sau, ông tự học kèn clarinet và saxophone từ năm 14 tuổi và chọn gắn bó luôn với cây kèn saxophone.  Năm 1968, vì gia đình không có điều kiện cho ông đi học nhạc viện nên ông thi tuyển trường nhạc quân đội.

## Sự nghiệp
Ông bắt đầu biểu diễn chương trình đầu tiên của mình tại Hội nhạc sĩ Việt Nam năm 1988 và ông bắt đầu sáng tác năm 1990.
Ông tham gia biểu diễn tại nhiều đoàn nghệ thuật chuyên nghiệp và bắt đầu sự nghiệp giảng dạy từ năm 1989 tại nhạc viện Hà Nội (nay là Học viện Âm nhạc Quốc gia Việt Nam). Ông cũng là người thành lập bộ môn kèn saxophone tại học viện.
Năm 1994, ông là người thành lập câu lạc bộ nhạc Jazz mang tên Bình Minh tại Hà Nội có địa chỉ tại tầng 1 của Nhà hát Kịch Việt Nam.
Trong suốt 50 năm sự nghiệp, Quyền Văn Minh đã tham gia nhiều buổi biểu diễn trong nước lẫn quốc tế, đồng thời gặp gỡ và giao lưu với một số nghệ sĩ Jazz hàng đầu thế giới.
Ông là người đào tạo nghệ sĩ ưu tú Trần Mạnh Tuấn. Quyền Văn Minh được trao tặng danh hiệu Nghệ sĩ ưu tú năm 1997 và Kỷ niệm chương của Bộ Văn hóa, Thể thao và Du lịch Việt Nam trao tặng vì những đóng góp cho nền âm nhạc.

## Đời tư
Quyền Văn Minh kết hôn với một phụ nữ người Mỹ. Ông có một người con trai là nghệ sĩ saxophone Quyền Thiện Đắc thường xuyên tham gia và biểu diễn cùng ông.

## Nhận định
Quyền Văn Minh thường được xem là người tiên phong trong giảng dạy, sáng tác và biểu diễn nhạc Jazz tại Việt Nam. Ông còn được biết đến là nghệ sĩ saxophone Jazz đầu tiên và hàng đầu của Việt Nam.
Đại sứ Vương quốc Bỉ Philippe Dartois nhận xét ông là "huyền thoại sống của làng Jazz Việt". Nghệ sĩ người Mỹ Herbie Hancook gọi ông là "người hùng".